# Sergueï Kotrikadze
Sergueï Parmenovitch Kotrikadze (en russe : Сергей Парменович Котрикадзе), né le 9 août 1936 à Tchokhataouri et décédé le 3 mai 2011 à Stockholm est un footballeur international soviétique évoluant au poste de Gardien de but devenu par la suite entraîneur.

## Carrière
Il fait partie de l'équipe d'URSS quart de finaliste lors de la coupe du monde de 1962, mais ne joue aucun match. En revanche il porte deux fois le maillot soviétique avec l'équipe olympique en 1963.

## Statistiques
| Saison                | Club                  | Championnat           | Championnat | Championnat | Coupe(s) nationale(s) | Coupe(s) nationale(s) | Total | Total |
| Saison                | Club                  | Division              | M.          | B.          | M.                    | B.                    | M.    | B.    |
| 1957                  | Dinamo Tbilissi       | D1                    | 19          | 0           | 3                     | 0                     | 22    | 0     |
| 1958                  | Dinamo Tbilissi       | D1                    | 14          | 0           | -                     | -                     | 14    | 0     |
| 1959                  | Dinamo Tbilissi       | D1                    | 16          | 0           | 2                     | 0                     | 18    | 0     |
| 1960                  | Dinamo Tbilissi       | D1                    | 26          | 0           | 3                     | 0                     | 29    | 0     |
| 1961                  | Dinamo Tbilissi       | D1                    | 29          | 0           | 3                     | 0                     | 32    | 0     |
| 1962                  | Dinamo Tbilissi       | D1                    | 27          | 0           | 1                     | 0                     | 28    | 0     |
| 1963                  | Dinamo Tbilissi       | D1                    | 35          | 0           | -                     | -                     | 35    | 0     |
| 1964                  | Dinamo Tbilissi       | D1                    | 23          | 0           | 2                     | 0                     | 25    | 0     |
| 1965                  | Dinamo Tbilissi       | D1                    | 16          | 0           | 3                     | 0                     | 19    | 0     |
| 1966                  | Dinamo Tbilissi       | D1                    | 9           | 0           | 1                     | 0                     | 10    | 0     |
| 1967                  | Dinamo Tbilissi       | D1                    | 19          | 0           | 1                     | 0                     | 20    | 0     |
| 1968                  | Dinamo Tbilissi       | D1                    | 5           | 0           | -                     | -                     | 5     | 0     |
| Sous-total            | Sous-total            | Sous-total            | 238         | 0           | 19                    | 0                     | 257   | 0     |
| 1968                  | Torpedo Koutaïssi     | D1                    | 15          | 0           | -                     | -                     | 15    | 0     |
| 1969                  | Torpedo Koutaïssi     | D1                    | 5           | 0           | -                     | -                     | 5     | 0     |
| 1970                  | Dinamo Tbilissi       | D1                    | 2           | 0           | -                     | -                     | 2     | 0     |
| Sous-total            | Sous-total            | Sous-total            | 22          | 0           | -                     | -                     | 22    | 0     |
| Total sur la carrière | Total sur la carrière | Total sur la carrière | 260         | 0           | 19                    | 0                     | 279   | 0     |

## Palmarès
- Champion d'URSS en 1964
- Meilleur gardien de but de l'URSS en 1962
- Meilleur gardien Géorgien du XXe siècle